# Limberákis Gerakáris
Limberákis Gerakáris (vers 1644 - 1710) fut un pirate maniote et un gouverneur du Magne, ayant pris part à la guerre de Morée.
Il naquit vers 1644 dans le village d’Ítylo, dans la péninsule du Magne, au sud du Péloponnèse. Après un passage dans la flotte vénitienne comme rameur, il devint pirate pendant quelques années avant d'être capturé par les Ottomans et emprisonné. 
Après la guerre de Candie au cours de laquelle les Maniotes avaient aidé les Vénitiens, l'Empire ottoman entreprit une campagne pour soumettre le Magne. Devant l'échec des premières tentatives, le Grand vizir fit appel à Gerakaris, qui fut intronisé Bey du Magne et prit le contrôle de la région, soutenu par les troupes ottomanes.
Il retourna cependant à la piraterie et fut emprisonné à nouveau en 1682.
Les Ottomans firent à nouveau appel à lui à la suite de leurs défaites lors de la guerre de Morée, et il prit la tête d'une petite troupe qui prit part à différentes opérations contre les Vénitiens. Il trahit cependant les Turcs et passa du côté vénitien en 1695.
Ses exactions provoquèrent son arrestation par les Vénitiens fin 1696, et il passa le reste de sa vie en prison.
Il mourut en 1710.